# 疏织曲柄藓
疏织曲柄藓（学名：Campylopus laxitextus）为曲尾藓科曲柄藓属下的一个种。

## 扩展阅读
- 維基物種上的相關：疏织曲柄藓